# El mal consejo
El mal consejo es una pintura al temple y gouache sobre papel montado en lienzo del artista mexicano Juan Soriano, realizada en el año de 1946. Forma parte de la colección de arte latinoamericano del Museo Soumaya en la Ciudad de México, México.
En esta se observa a dos mujeres desnudas de diferentes edades, lo cual se puede indagar a partir de su tamaño, que están en un paisaje fluvial, probablemente el río Pánuco o el Papaloapan. Ambas se encuentran paradas sobre le cuerpo de agua que se nota turbulento, casi a la orilla. La más pequeña sostiene una manta a la altura de su cadera, mientras que la mayor le señala hacia un punto indefinido del paisaje. Esta acción es la que los autores han identificado como "el mal consejo".